# Succubes
Ne doit pas être confondu avec Succube.
Succubes est une série de bande dessinée fantastique scénarisée par Thomas Mosdi et dessinée par différents illustrateurs. Ses sept volumes, qui peuvent se lire de manière indépendante, ont été publiés dans la collection « Secrets du Vatican » des éditions Soleil entre 2009 et 2016.

## Liste des albums
- Thomas Mosdi (scénario), Succubes, Soleil, coll. « Secrets du Vatican » :

1. Camilla, dessin et couleurs de Laurent Paturaud, 2009  (ISBN 978-2-302-00539-6).
2. Roxelane, dessin d'Adriano De Vincentiis, 2011  (ISBN 9782302016071).
3. Eanna, dessin de Gianluca Acciarino, 2012  (ISBN 9782302019522).
4. Messaline, dessin de Marco Dominici, 2014  (ISBN 9782302037496).
5. Nayeli, dessin de Gianluca Pagliarini, 2015  (ISBN 9782302043510).
6. Xue Dan, dessin de Marco Dominici, 2015  (ISBN 9782302047723).
7. Diamante, dessin de Luca Sotgiu, 2016  (ISBN 9782302048867).